# جيف ألين (طبال)
جيف ألين (بالإنجليزية: Jeff Allen)‏ هو طبال بريطاني، ولد في 23 أبريل 1946.

## وصلات خارجية
- جيف ألين على موقع ميوزك برينز (الإنجليزية)